# جاك هيدلي
جاك هيدلي (بالإنجليزية: Jack Hedley)‏ هو ممثل بريطاني، ولد في 28 أكتوبر 1930 بلندن في المملكة المتحدة.

## أعمال

### أفلام
- (1959) غرفة بالأعلى
- (1962) أطول يوم[4][5]
- (1962) لورنس العرب[6]
- (1967) كيف ربحت الحرب
- (1981) من أجل عينيك فقط[7][8][9]

## وصلات خارجية
- جاك هيدلي على موقع IMDb (الإنجليزية)
- جاك هيدلي على موقع ألو سيني (الفرنسية)
- جاك هيدلي على موقع ميوزك برينز (الإنجليزية)
- جاك هيدلي على موقع أول موفي (الإنجليزية)
- جاك هيدلي على موقع قاعدة بيانات الأفلام السويدية (السويدية)
- جاك هيدلي على موقع إن إن دي بي (الإنجليزية)
- جاك هيدلي على موقع قاعدة بيانات الفيلم (الإنجليزية)
- جاك هيدلي على موقع كينوبويسك (الروسية)